# عمر راسم
عمر علي راسم (3 يناير 1884 - 3 فبراير 1959) خطاط وصحفي جزائري في القرن العشرين الميلادي/الثالث عشر الهجري، اشتهر بخطه العربي ومقدرتهُ في رسم المنمنمات والذي أسس مدرسة المنمنمات الجزائرية في 1939 مع شقيقه محمد راسم وهو من رواد الإصلاح في عصر النهضة بالجزائر. ولد بمدينة الجزائر ونشأ وتعلم بها ثم اعتمد على نفسه فتعلم العربية والفرنسية. عرف منذ صباه بأفكاره الإصلاحية، وكان من أوائل الجزائريين المعتنقين لمذهب محمد عبده الإصلاحي، والداعين إليه. أنشأ جريدة الجزائر في 1908 ثم ذو الفقار في 1913 و كان اسمه المستعار أبو المنصور الصنهاجي. سجنه الفرنسيون في الحرب العالمية. من آثاره تفسير القرآن الكريم كتبه في سجنه وتراجم علماء الجزائر و مقالات كثيرة في الاجتماع والسياسة والفن. توفي في مسقط رأسه ودفن بمقبرة سيدي عبد الرحمن.

## سيرته وعمله
هو عمر راسم بن علي بن سعيد بن محمد البجائي، ولد 3 يناير 1884 م/ 5 ربيع الأول 1301 هـ بمدينة الجزائر وتعلم بكتاتيبها، حفظ القرآن وهو ابن سبع سنوات. عمِل حزَّابا في جامع سفير وهو ابن اثنتي عشر سنة، وفي هذا المسجد قرأ النَّحو على يد الشَّيخ الكمال ابن الخوجة، ثم درس في المدرسة الشَّرعية الفرنسية الثعالبية بالجزائر سنة واحدة فطرده أحد الأساتذة ثم اعتمد على نفسه فتعلم العربية والفرنسية. 

عرف منذ صباه بأفكاره الإصلاحية وكان من أوائل الجزائريين المعتنقين لمذهب الإمام محمد عبده والداعين إليه. اهتم بالسِّياسة مبكّرا، وهو ما دفعه إلى الكتابة في الصحافة لنشر أفكاره وآرائه، فكتب في جرائد تونسية مثل: التَّقدم ومرشد الأمَّة والمرشد وهذا منذ 1907، فهو أوَّل الجزائريِّين الذين شاركوا في تحرير الصُّحف بتونس. أنشأ جريدة الجزائر في 17 أكتوبر 1908، ثم جريدة ذو الفقار في 25 أكتوبر 1913 و تعاون مع عمر بن قدور على إصدار جريدة الفاروق سنة 1913. وكان اسمه المستعار أبو المنصور الصنهاجي.

سجن في الحرب العالمية الأولى "بتهمة التَّواطؤ مع الأعداء" في سجن بربروس إلى غاية سنة 1921 م. قال أحمد توفيق المدني عنه "وهو ممن نكبوا على يد الإستعمار القاسي نكبة سوداء أثرت على البقية الباقية من حياته.» 

اشتهر بعد خروجه من السِّجن بنشاطه الإصلاحي والثقافي، فانقطع للفنِّ والرَّسم، وبرز فيهما، حتى صار أستاذا سنة 1931م في مدرسة تعليم فنِّ التَّصوير والزَّخرفة العربية، وتخرَّج على يديه نخبة مِن كبار الرَّسَّامين. كما عمل مُذيعا في الإذاعة الفرنسية.

توفي بمدينة الجزائر في 25 رجب 1378 هـ/ 3 فبراير 1959 م ودفن بمقبرة سيدي عبد الرحمن.

## آثاره
- تفسير القرآن الكريم
- تراجم علماء الجزائر

وله مقالات كثيرة نشرت في الصحف العربية والجزائرية.